# Кущенко, Сергей Валентинович
Серге́й Валенти́нович Ку́щенко (род. 27 мая 1961 года, пос. Новые Ляды, Пермь) — российский спортивный менеджер и функционер, президент Единой лиги ВТБ, член Совета директоров клуба НБА «Бруклин Нетс» и Совета по развитию физкультуры и спорта при президенте РФ.

## Биография
Сергей учился в школе № 129 в Перми, где он с друзьями записался в только что открывшуюся баскетбольную секцию местного дома спорта. Первый тренер Сергея, Виталий Вениаминович Торсунов, привил ему любовь к баскетболу. В 1981 году окончил школу и железнодорожный техникум. Тогда же получил свой первый спортивный титул — в составе команды «Звезда» стал чемпионом Пермской области по баскетболу.
В 1981—1983 годах прошёл срочную службу в Советской армии. Начал заниматься бизнесом как организатор и ди-джей дискотек, вместе со своим другом пермским телеведущим Павлом Пьянковым. Самые известные музыкальные проекты — дискотека «Звуки времени» (он никогда не участвовал в группе, так как эта группа была создана 1981-1983 г. В это время он находился в армии) и городские юморины. Вскоре Кущенко становится ведущим популярной программы «Привет» на пермском областном телевидении. В это же время вместе с друзьями создаёт первую в городе частную студию звукозаписи.

### «Урал-Грейт»
О баскетболе Сергей тоже не забывает. Вместе со старыми друзьями-баскетболистами продолжает заниматься любимым видом спорта, участвует в чемпионатах области в составе команды «Грейт». Именно они в 1995 году на базе команды «Политехник» создают новый баскетбольный клуб — «Урал-Грейт». Стартовав в 1996 году с 24-го места в высшей лиге национального первенства, «Урал-Грейт» под руководством Сергея Кущенко всего за несколько лет сумел достичь успехов. С 1998 года команда уже играет на самой большой площадке в Российском баскетболе — в дворце спорта «Молот».

Клуб из Перми очень быстро привлёк внимание спортивной общественности — в 1999 году на площадке УДС «Молот» состоялся Матч всех звёзд России, который до этого момента проводился только в Москве и Санкт-Петербурге. По словам Сергея, «Урал-Грейт» быстрее всех вжился в новую экономическую и социальную действительность, понял, как можно жить и работать в сложившейся ситуации.
«В спорте самое главное — это результат. Там не бывает серого, там ты либо победил, либо проиграл» - Сергей Кущенко
В 2001 году «Урал-Грейта» завоевал титул чемпиона России, стал победителем регулярного чемпионата Суперлиги и занял первое место в Североевропейской баскетбольной лиге (NEBL). В 2002 клуб получил возможность стать второй после ЦСКА российской командой в самом престижном турнире Старого Света — чемпионате Евролиги УЛЕБ. Уже в дебютном сезоне Евролиги «Урал-Грейт» вышел во второй этап турнира — ТОП 16. Успешно завершив выступления в Евролиге, в чемпионате России «Урал-Грейт» отстоял свои позиции и второй раз подряд стал обладателем золотых медалей. Незадолго до окончания сезона 2001/2002 годов Сергею Кущенко поступило предложение возглавить администрацию столичного баскетбольного клуба ЦСКА.

### ЦСКА
Никогда ещё история российского спорта не знала примеров перехода клубных руководителей столь высокого уровня не просто из клуба в клуб, а в лагерь основного конкурента. Желание Александра Гомельского и основного спонсора ЦСКА, Михаила Прохорова, пригласить Сергея Кущенко на должность генерального директора было объяснимо. Несмотря на солидный бюджет и наличие хороших игроков, ЦСКА второй сезон подряд оставался без титула чемпиона страны и без призовых мест.
«Многие годы было традицией, что лучшие российские игроки и тренеры защищают цвета ЦСКА. Пришло время распространить это правило и на топ-менеджеров. Мне кажется, пришло время объединить возможности ЦСКА, знания и умения Кущенко. ЦСКА должен стать носителем передовой баскетбольной идеологии и технологии страны, и как это сделать — лучше всего знает Кущенко», — отметил на пресс-конференции, посвящённой переходу Сергея Валентиновича в команду, президент БК ЦСКА, заслуженный тренер СССР, олимпийский чемпион Александр Яковлевич Гомельский. Сам Кущенко отмечал, что его «главная цель — возродить или создать заново баскетбольный продукт ЦСКА».
Одним из первых шагов С. В. Кущенко как генерального менеджера стало приглашение на пост главного тренера ЦСКА бывшего наставника сборной Югославии Душана Ивковича. С новым тренером пришла и новая команда. Именно в ЦСКА европейскими звёздами стали Джон Роберт Холден и Теодорос Папалукас, центровые Виктор Александер и Дэвид Андерсен, один из лучших американских снайперов в Европе — Маркус Браун. В России прославились Сергей Панов, Александр Башминов, Евгений и Захар Пашутины.
С таким составом ЦСКА сходу вышел в число лучших команд Евролиги, а в чемпионате России вернул себе утраченное лидерство. Завоевать чемпионство в Евролиге оказалось сложнее. В первый сезон ЦСКА уступил в полуфинале хозяевам «Финала четырёх» — испанской «Барселоне», на следующий — тель-авивским «Маккаби». Московский «Финал Четырёх» получился самым драматичным: ЦСКА в статусе фаворита уже в полуфинале уступил испанской «Тау-Керамике».
Однако уже летом 2005 года молодёжная сборная России под руководством главного тренера Евгения Пашутина, являющегося по совместительству одним из наставников ЦСКА, одержала победу на чемпионате Европы. В 2006-м ЦСКА выигрывает титул Чемпиона Евролиги, и впервые с 1971 года становится сильнейшим клубом Европы. Победный «Финал Четырёх» проходил в Праге, а в финале был повержен самый принципиальный соперник ЦСКА — «Маккаби» Тель-Авив.
В день финального матча у Кущенко родился сын, которого в честь победы назвали Виктором. Сразу после победы в Евролиге в Москве прошла акция, устроенная руководством армейского клуба: по всему городу появились плакаты с надписями «Папа, мы победили!». ЦСКА посвятил победу Александру Яковлевичу Гомельскому, который не дожил до неё лишь несколько месяцев.
В 2006 году Сергей Валентинович стал президентом профессионального баскетбольного клуба ЦСКА. По итогам сезона Евролига признаёт Кущенко «Лучшим менеджером европейского баскетбола». И в том же году, за несколько дней до победного для армейцев «Финала Четырёх», приказом Министра обороны РФ, Сергей Кущенко назначен на должность начальника ФГУ Министерства обороны Российской Федерации «ЦСКА». Особого внимания заслуживает тот факт, что на летних Олимпийских играх 2008 года, проходивших в Пекине, 75 % медалей сборной России завоевали спортсмены ЦСКА.

### Союз биатлонистов России
В марте 2009 года Сергей Валентинович оставил пост начальника ЦСКА и вскоре принял предложение нового президента Союза биатлонистов России (СБР), Михаила Прохорова, занять пост генерального директора СБР. 2 сентября 2010 года Кущенко был избран первым вице-президентом Международного союза биатлонистов (IBU).
За несколько лет работы в биатлоне команда СБР достигла заметных успехов, венцом которых стало выступление на Олимпийских играх 2014 года в Сочи, где четвёрка биатлонистов принесла России золотую медаль. С нуля было запущено несколько новых проектов: тренерские семинары и программы повышения квалификации, программа финансирования юношеской сборной. При участии и консультации СБР было построено 10 биатлонных центров, а совместно с РУСАДА реализован антидопинговый проект.
В мае 2014 года Сергей Валентинович сложил с себя полномочия исполнительного директора СБР, а 20 июля 2014 года был избран президентом Единой Лиги ВТБ. Уже в октябре Международная федерация баскетбола (FIBA) признала Единую Лигу ВТБ официальным соревнованием.

### Личная жизнь
В свободное время Сергей увлекается дайвингом, имеет сертификаты Международного центра подводного плавания. Кущенко собрал уникальную фонотеку, которая насчитывает несколько тысяч пластинок. У Сергея Валентиновича есть жена Светлана и трое детей: Анастасия, Александр и Виктор, которые разделяют его любовь к спорту.

## Карьера
1995 год — один из инициаторов создания на базе команды «Политехник» баскетбольного клуба «Урал-Грейт» (Пермь), его президент с 1995 года по 2002 год. В 1999 году избран членом исполкома Российской федерации баскетбола (РФБ).
2000 год — вице-президент РФБ.
2002 год — получил предложение стать генеральным директором профессионального баскетбольного клуба ЦСКА.
В ноябре 2004 года на заседании Ассамблеи Евролиги ULEB Сергей Кущенко единогласно избран членом совета Евролиги. Этот орган является высшим управляющим звеном сильнейшего клубного турнира Европы.
В 2006 году после смерти А. Я. Гомельского, Сергей становится президентом БК ЦСКА. Приказом Министра обороны РФ от 21 апреля Сергей Кущенко назначен на должность начальника Федерального государственного учреждения Министерства обороны Российской Федерации «Центральный спортивный клуб Армии».
В 2009 году Кущенко покинул пост и в том же году стал генеральным директором Союза биатлонистов России (СБР).
В 2010 году избран первым вице-президентом Международного союза биатлонистов (IBU).
В 2011 году Сергей Кущенко вошёл в состав совета директоров клуба НБА «Нью-Джерси Нетс».
С 2012 года входит в состав Совета по развитию физкультуры и спорта при президенте РФ.
2014 год — Михаил Прохоров сложил с себя полномочия президента СБР, вместе с ним свой пост в организации оставил и Кущенко. 24 июня 2014 года Сергей Кущенко избран президентом Единой Лиги ВТБ.

## Достижения Сергея Кущенко

### Спортивные достижения (как менеджер)
- Двукратный чемпион Евролиги (2006, 2008);
- Девятикратный чемпион России («Урал-Грейт» 2001, 2002, ЦСКА 2003—2009);
- Трёхкратный обладатель Кубка России (2005, 2006, 2007);

### Награды
- Знак «За заслуги в развитии физической культуры и спорта» (1998)[10];
- Медаль «200 лет Министерству обороны Российской Федерации» (2006)[10];
- Медаль за укрепление боевого содружества (2006, 2008)[11];
- Орден «Миротворец» Всемирного благотворительного альянса (2006)[10];
- Знак «Отличник физической культуры и спорта РФ» (2006);
- Орден Почёта (2007)[12];
- Памятный знак «Герб Пермского края», 1-й степени (2013);
- Благодарность Президента РФ «За подготовку Олимпийских игр в Сочи»;
- Орден Дружбы (2016)[13].
- Орден Александра Невского (2021)[14].

### Премии и звания
- Звание «Человек года в российском баскетболе» в 1999 году[15];
- Лауреат профессиональной премии «Спортивный менеджер года» в 2002 году[10];
- Лауреат премии «Галерея российской спортивной славы» в 2004 году[15];
- Кандидат педагогических наук с 2005 года;
- Лучший менеджер Европы по версии Евролиги в 2006 году[16];
- Лауреат премии РБК «Персона года» в номинации «Современные управленческие решения и привлечение инвестиций в индустрию спорта» в 2006 году;
- Премия «Крылья успеха» Американской торговой палаты в 2006 году[15];
- Член Академии выдающихся спортивных достижений «СЛАВА» с 2007 года;
- Лауреат Строгановской премии «За выдающиеся достижения в экономике и управлении» в 2007 году;
- Почётный гражданин Перми с 2021 года[17].